# Circolo Canottieri Napoli 2013-2014
IL CIRCOLO CANOTTIERI NAPOLI NEOPROMOSSA IL A1.

## Rosa
| N° |                   | Ruolo | Giocatore          |
| -- | ----------------- | ----- | ------------------ |
| 1  | Italia (bandiera) | P     | Pasquale Turiello  |
| 13 | Italia (bandiera) | P     | Gabriele Vassallo  |
| 2  | Italia (bandiera) | D     | Fabrizio Buonocore |
| 12 | Italia (bandiera) | D     | Umberto Esposito   |
| 7  | Italia (bandiera) | D     | Fabio Ronga        |
| 10 | Italia (bandiera) | D     | Alessandro Velotto |

| N° |                       | Ruolo | Giocatore          |
| -- | --------------------- | ----- | ------------------ |
| 6  | Italia (bandiera)     | CV    | Matteo Morelli     |
| 3  | Italia (bandiera)     | A     | Eduardo Campopiano |
| 5  | Montenegro (bandiera) | A     | Darko Brguljan     |
| 8  | Croazia (bandiera)    | A     | Tomislav Primorac  |
| 4  | Italia (bandiera)     | CB    | Biagio Borrelli    |
| 11 | Italia (bandiera)     | CB    | Fabio Baraldi      |
| 9  | Italia (bandiera)     | CB    | Marco Parisi       |

### Staff
- Allenatore:  Paolo Zizza
- Assistente:  Vincenzo Massa
- Team Manager:  Mario Morelli
- Consigliere:  Paolo Trapanese
- Preparatore Atletico:  Nicola Agosti
- Medico sociale:  Elio Picardi
- Addetto stampa:  Rosario Mazzitelli

## Mercato 2013-14
| Acquisti | Acquisti          | Acquisti   |
| R.       | Nome              | da         |
| -------- | ----------------- | ---------- |
| CB       | Fabio Baraldi     | Posillipo  |
| A        | Darko Brguljan    | Al Ittihad |
| POR      | Gabriele Vassallo | Salerno    |

| Cessioni | Cessioni                | Cessioni        |
| R.       | Nome                    | a               |
| CV       | Gianmaria Montesano     | RITIRO          |
| CV       | Massimiliano Migliaccio | RN Latina       |
| POR      | Giovanni Lanzetta       | Basilicata 2000 |
| -------- | ----------------------- | --------------- |

## Risultati

### Serie A1

#### Girone di andata
| Arbitri: | Taccini Fusco |

|                                              |           |                              |
| Baraldi, Brguljan: 3 Campopiano, Primorac: 1 | Marcatori | 3: Damonte 2: Alesiani, Elez |

| Arbitri: | Caputi Petronilli |

|                                               |           |                                                                         |
| Oneto: 4 Giordano: 3 Pesenti: 2 E. Colombo: 1 | Marcatori | 5: Baraldi 2: Parisi, Primorac, Velotto 1: Borrelli, Brguljan, Esposito |

| Arbitri: | Collantoni Savarese |

|                                                        |           |                                                                |
| Velotto: 4 Baraldi, Brguljan: 3 Campopiano: 2 Ronga: 1 | Marcatori | 4: Gianni 3: A. Calcaterra 2: Leporale 1: Colosimo, Vittorioso |

| Arbitri: | Ercoli Colombo |

|                                                             |           |                                                                            |
| Guidaldi: 3 Camilleri, A. Di Somma: 2 Barillari, Lanzoni: 1 | Marcatori | 4: Brguljan 2: Campopiano, Primorac 1: Baraldi, Borrelli, Morelli, Velotto |

| Arbitri: | Gomez Rovida |

|                                                        |           |                                            |
| Brguljan: 3 Baraldi, Primorac: 2 Buonocore, Velotto: 1 | Marcatori | 4: Gallo, Klikovac 3: Radović 1: Mattiello |

| Arbitri: | Petronilli Riccitelli |

|                                                   |           |                                                  |
| Rizzo: 7 Nora: 2 Giorgi, Molina, N. Presciutti: 1 | Marcatori | 3: Brguljan 1: Baraldi, Primorac, Ronga, Velotto |

| Arbitri: | Pascucci Collantoni |

|                                                       |           |                                                       |
| Brguljan: 3 Primorac: 2 Baraldi, Esposito, Velotto: 1 | Marcatori | 3: Hrošík 2: F. Pagani 1: Busilacchi, Foti, E. Pagani |

| Arbitri: | D. Bianco Pinato |

|                                                 |           |                                                           |
| Bini, Coppoli, A. Di Fulvio, M. Gitto, Gobbi: 2 | Marcatori | 3: Brguljan 2: Primorac 1: Baraldi, Buonocore, Campopiano |

| Arbitri: | Calabro Gomez |

|                                                               |           |                                                         |
| Brguljan: 3 Baraldi, Campopiano, Esposito, Ronga, Primorac: 1 | Marcatori | 3: Di Costanzo, Petković 2: Drašković 1: Pérez, Sadovyy |

| Arbitri: | Colombo Taccini |

|                                                                                  |           |                                 |
| Madaras: 4 Aicardi, Felugo, Figlioli, A. Fondelli: 2 Figari, Giacoppo, Ivović: 1 | Marcatori | 1: Borrelli, Brguljan, Primorac |

| Arbitri: | Bianchi Ricciotti |

|                                                         |           |                                                        |
| Brguljan: 4 Primorac, Velotto: 2 Baraldi, Campopiano: 1 | Marcatori | 3: Astarita, Tomašić 1: Sassanelli, Simonetti, Steardo |

#### Girone di ritorno
| Arbitri: | Lo Dico Scappini |

|                                                                 |           |                                    |
| Damonte, Deserti, Elez: 2 Alesiani, L. Bianco, G. Fiorentini: 1 | Marcatori | 7: Brguljan 3: Primorac 1: Velotto |

| Arbitri: | Petronilli Riccitelli |

|                                                                 |           |                                       |
| Brguljan: 4 Baraldi 2 Borrelli, Buonocore, Morelli, Primorac: 1 | Marcatori | 1: Generini, Giordano, Hazui, Pesenti |

| Arbitri: | Ercoli Savarese |

|                                                                                       |           |                                                      |
| Vittorioso: 6 Colosimo: 3 Cannella: 2 Africano, A. Calcaterra, Di Rocco, Maddaluno: 1 | Marcatori | 5: Primorac 4: Brguljan 1: Esposito, Parisi, Velotto |

| Arbitri: | Paoletti Fusco |

|                                                                          |           |                                                         |
| Primorac: 4 Brguljan, Esposito: 3 Velotto: 2 Buonocore, Parisi, Ronga: 1 | Marcatori | 4: Camilleri, Lanzoni 2: E. Di Somma 1: Boero, Marziali |

| Arbitri: | Pinato Savarese |

|                                               |           |                                                                      |
| Radović: 4 Klikovac: 3 Gallo: 2 RenzutI. o: 1 | Marcatori | 2: Brguljan, Velotto 1: Buonocore, Esposito, Parisi, Primorac, Ronga |

| Arbitri: | Lo Dico Piano |

|                                 |           | |
| Brguljan: 3 Borrelli, Parisi: 1 | Marcatori | 5: Rizzo 3: F. Di Fulvio, Giorgi 2: Molina, C. Presciutti, N. Presciutti 1: Bodegas, Napolitano, Nora, Valentino |

| Arbitri: | Lo Dico Rovida |

|                                                                    |           |                                                                       |
| Busilacchi: 3 Gaffuri: 2 Foti, Hrošík, Jelača, F. Pagani, Susak: 1 | Marcatori | 4: Baraldi 3: Brguljan 1: Buonocore, Morelli, Parisi, Primorac, Ronga |

| Arbitri: | Fusco Severo |

|                                                                |           |                                                                   |
| Brguljan, Parisi: 3 Buonocore: 2 Baraldi, Esposito, Velotto: 1 | Marcatori | 3: Bini, Coppoli 1: Borella, A. Di Fulvio, Eskert, Gobbi, Sindone |

| Arbitri: | Paoletti Savarese |

|                                                                                     |           |                                                                  |
| Di Costanzo: 4 S. Luongo, Petković: 3 Gambacorta, Pérez: 2 D. Mattiello, Sadovyy: 1 | Marcatori | 6: Brguljan 3: Baraldi 2: Velotto 1: Buonocore, Parisi, Primorac |

| Arbitri: | Colombo Ricciotti |

|                                                                  |           | |
| Baraldi: 5 Brguljan: 3 Borrelli, Buonocore, Primorac, Velotto: 1 | Marcatori | 6: Aicardi 4: Joković 2: D. Fiorentini, Ivović, Lapenna 1: Figlioli, Fondelli, Giacoppo, Giorgetti |

| Arbitri: | L. Bianco Bianchi |

|                                                        |           |                                              |
| Steardo: 3 Beltrame, Tomašić: 2 Astarita, Simonetti: 1 | Marcatori | 2: Baraldi, Brguljan 1: Borrelli, Campopiano |

#### Playoff - Quarti di finale
| Arbitri: | Gomez Pascucci |

|                                                      |           |                                                        |
| Baraldi: 3 Morelli: 2 Esposito, Primorac, Velotto: 1 | Marcatori | 3: Mandolini, Radović 2: Dolce 1: Klikovac, RenzutI. o |

| Arbitri: | Calabrò Severo |

|                                                                           |           |                                          |
| Klikovac, Mandolini, RenzutI. o, Saccoia: 2 Dolce, Gallo, G. Mattiello: 1 | Marcatori | 2: Brguljan 1: Parisi, Primorac, Velotto |

#### Playoff - Semifinali 5º posto
| Arbitri: | Scappini Petronilli |

|                                                                           |           |                                                         |
| Brguljan: 4 Buonocore, Esposito: 2 Baraldi, Borrelli, Parisi, Primorac: 1 | Marcatori | 3: Cesini 2: Gaffuri, F. Pagani 1: Foti, Hrošík, Jelača |

| Arbitri: | D. Bianco Brasiliano |

|                                                   |           |                                                        |
| Cesini, Gaffuri, E. Pagani: 2 Busilacchi, Foti: 1 | Marcatori | 4: Velotto 2: Primorac 1: Baraldi, Brguljan, Buonocore |

### Coppa Italia

#### Prima fase
| Arbitri: | Lo Dico Collantoni |

|                                                                                           |           |                                                 |
| Di Rocco: 2 Africano, A. Calcaterra, Colosimo, Gianni, Leporale, Maddaluno, Vittorioso: 1 | Marcatori | 4: Brguljan 2: Primorac 1: Borrelli, Campopiano |

| Arbitri: | Lo Dico Ceccarelli |

|                                                                  |           |                                                     |
| Marziali: 4 Camilleri, Lanzoni, Vergano: 2 Boero, E. Di Somma: 1 | Marcatori | 5: Brguljan 2: Primorac 1: Baraldi, Morelli, Parisi |

| Arbitri: | Lo Dico Pascucci |

|                        |           |                                                                                  |
| Brguljan, Buonocore: 3 | Marcatori | 3: Mattiello 2: Klikovac, Russo, Saccoia 1: Bertoli, Dolce, Foglio, Gallo, Rossi |

## Statistiche
Statistiche aggiornate al 30 aprile 2014.

### Statistiche di squadra
| Competizione | Punti | In casa | In casa | In casa | In casa | In casa | In casa | In trasferta | In trasferta | In trasferta | In trasferta | In trasferta | In trasferta | Neutro | Neutro | Neutro | Neutro | Neutro | Neutro | Totale | Totale | Totale | Totale | Totale | Totale | DR  |
| Competizione | Punti | G       | V       | N       | P       | Gf      | Gs      | G            | V            | N            | P            | Gf           | Gs           | G      | V      | N      | P      | Gf     | Gs     | G      | V      | N      | P      | Gf     | Gs     | DR  |
| ------------ | ----- | ------- | ------- | ------- | ------- | ------- | ------- | ------------ | ------------ | ------------ | ------------ | ------------ | ------------ | ------ | ------ | ------ | ------ | ------ | ------ | ------ | ------ | ------ | ------ | ------ | ------ | --- |
| Serie A1     | 29    | 11      | 5       | 2       | 4       | 109     | 125     | 11           | 5            | 0            | 6            | 108          | 125          | 0      | 0      | 0      | 0      | 0      | 0      | 22     | 10     | 2      | 10     | 217    | 250    | -33 |
| Playoff      | -     | 2       | 1       | 0       | 1       | 20      | 20      | 2            | 1            | 0            | 1            | 14           | 19           | 0      | 0      | 0      | 0      | 0      | 0      | 4      | 2      | 0      | 2      | 34     | 39     | -5  |
| Coppa Italia | -     | 0       | 0       | 0       | 0       | 0       | 0       | 0            | 0            | 0            | 0            | 0            | 0            | 3      | 0      | 0      | 3      | 24     | 35     | 3      | 0      | 0      | 3      | 24     | 35     | -11 |
| Totale       | -     | 13      | 6       | 2       | 5       | 129     | 145     | 13           | 6            | 0            | 7            | 122          | 144          | 3      | 0      | 0      | 3      | 24     | 35     | 29     | 12     | 2      | 15     | 275    | 324    | -49 |

### Classifica marcatori
| Tot. | Giocatore          | A1 | CI |
| ---- | ------------------ | -- | -- |
| 90   | Darko Brguljan     | 78 | 12 |
| 42   | Fabio Baraldi      | 41 | 1  |
| 42   | Tomislav Primorac  | 38 | 4  |
| 28   | Alessandro Velotto | 28 | 0  |
| 16   | Fabrizio Buonocore | 13 | 3  |
| 14   | Marco Parisi       | 13 | 1  |
| 12   | Umberto Esposito   | 12 | 0  |
| 10   | Eduardo Campopiano | 9  | 1  |
| 9    | Biagio Borrelli    | 8  | 1  |
| 6    | Fabio Ronga        | 6  | 0  |
| 6    | Matteo Morelli     | 5  | 1  |